# Павлов, Алексей Дмитриевич
Алексей Дмитриевич Павлов (1913—1949) — старший лейтенант Советской Армии, участник Великой Отечественной войны, Герой Советского Союза (1944).

## Биография
Алексей Павлов родился 2 марта 1913 года в Москве. Окончил восемь классов школы. В сентябре 1941 года Павлов был призван на службу в Рабоче-крестьянскую Красную Армию. С ноября того же года — на фронтах Великой Отечественной войны. В сентябре 1942 года Павлов окончил Пензенское артиллерийское училище.
К августу 1944 года лейтенант Алексей Павлов командовал батареей 1442-го самоходного артиллерийского полка 31-го танкового корпуса 5-й гвардейской армии 1-го Украинского фронта. Отличился во время Львовско-Сандомирской операции. В период с 14 по 16 августа 1944 года батарея Павлова участвовала в боях за населённый пункт Стопница в 17 километрах к юго-востоку от города Буско-Здруй, нанеся немецким войскам большие потери в боевой технике и живой силе. В тех боях Павлов получил ранение, но продолжал сражаться.
Указом Президиума Верховного Совета СССР от 23 сентября 1944 года за «мужество и героизм, проявленные в боях» лейтенант Алексей Павлов был удостоен высокого звания Героя Советского Союза с вручением ордена Ленина и медали «Золотая Звезда» за номером 4617.
В июне 1946 года в звании старшего лейтенанта Павлов был уволен в запас. Проживал и работал в Москве. Скоропостижно скончался 27 июня 1949 года, похоронен на Пятницком кладбище Москвы.
Был также награждён орденом Отечественной войны 1-й степени и рядом медалей.